# Anders Jarl
Anders Jarl (n. 10 martie 1965, Comuna Tyresö, Comitatul Stockholm, Suedia) este un ciclist suedez, medaliat olimpic. A participat la o ediție a Jocurilor Olimpice (1988) în care a câștigat o medalie de bronz.

## Participări
Lista de mai jos prezintă principalele competiții la care a participat Anders Jarl de-a lungul carierei.
- cycling at the 1988 Summer Olympics – men's team time trial[*]